# I
 Ovo je glavno značenje pojma I. Za druga značenja pogledajte I (razdvojba).
I je 13. slovo hrvatske abecede. Označava prednji visoki samoglasnik. Također je:
- jedan od sastavnih veznika
- znak za jedan od logičkih sklopova (I, engleski AND)
- oznaka za rimski broj 1
- u fizici oznaka za intenzitet električne struje
- u kemiji simbol joda
- u matematici simbol za imaginaran broj
- međunarodna automobilska oznaka za Italiju

## Povijest
Razvoj slova „I” moguće je pratiti tijekom povijesti:
| Proto-semitsko I · Proto-semitsko I | Feničko yod | Grčko jota | Etruščansko I | Rimsko I |
| Proto-semitsko I                    | Feničko yod | Grčko jota | Etruščansko I | Rimsko I |